# Uli Waas
Uli Waas (* 1949 in Donauwörth) ist eine deutsche Autorin und Illustratorin.

## Wirken
Uli Waas hat Malerei und Grafikdesign an der Akademie der Bildenden Künste in München studiert.
Anfangs ist sie als Autorin selbst illustrierter Bilderbücher in Erscheinung getreten, später vor allem als Illustratorin zahlreicher Bilder- und Kinderbucherzählungen anderer Autoren. Viele der von ihr bearbeiteten Bücher haben mehrere Auflagen erreicht und wurden auch in mehrere Sprachen übersetzt.

## Bibliographie

### Kinder- und Jugendliteratur
Adventskalender
- Komm mit nach Bethlehem. Adventskalender. Coppenrath Verlag, Münster 2002, ISBN 978-3-8157-2425-5
- Bescherung im Wald. Coppenrath Verlag, Münster 2003, ISBN 978-3-8157-2987-8
- Die Tiere schmücken den Weihnachtsbaum. Coppenrath Verlag, Münster 2004, ISBN 978-3-8157-3335-6
- Bescherung mit Engelschlitten. Coppenrath Verlag, Münster 2007, ISBN 978-3-8157-6914-0

Bilderbücher
- Bärenjahr. Basteln, kochen, spielen – Ideen für 12 Monate. Carlsen Verlag, Reinbek 1988, ISBN 3-551-20911-1
- Bratapfel und Laterne. Ausgesuchte Lieder, Rätsel, Gedichte. Carlsen Verlag, Hamburg 1989, ISBN 3-551-03589-X
- Fröhlicher Advent. Ausgesuchte Lieder, Rätsel, Gedichte. Carlsen Verlag, Hamburg 1989, ISBN 3-551-03594-6
- Mia Maus feiert Geburtstag. Carlsen Verlag, Hamburg 1990, ISBN 3-551-15481-3
- Mia Maus Hat Ferien. Carlsen Verlag, Hamburg 1990
- Mia Maus im Kindergarten. Carlsen Verlag, Hamburg 1990
- Mia Maus ist krank. Carlsen Verlag, Hamburg 1990, ISBN 3-551-15483-X
- Winter-Allerlei. Lieder, Rätsel, Gedichte. Carlsen Verlag, Hamburg 1991
- Molly ist weg. Eine wahre Hundegeschichte. Reihe: Ich lese selber. Nord-Süd Verlag, Gossau Zürich 1993, ISBN 3-314-00613-6
- Ich schmücke meinen Weihnachtsbaum. Mit Spielelementen zum Herausnehmen. Ed. Bücherbär, Würzburg 2003, ISBN 978-3-401-08464-0
- Julia ruft 112. Eine Feriengeschichte. Kinderbrücke, Weiler i. A. 2004, ISBN 3-00-013260-0
- 1-1-2, Hilfe kommt herbei. Hilfe holen mit der Notrufnummer. Ed. Bücherbär, Würzburg 2005, ISBN 3-401-08819-X

### Kinder- und Jugendbuchillustrationen

#### Bilderbücher
- Rosemarie Künzler-Behncke: Ab ins Bett und gute Nacht. Ravensburger 1999, ISBN 3-473-30738-6
- Manfred Mai: Minka auf dem Bauernhof. Bauernhofgeschichten für ganz Kleine. Kerle Verlag, Freiburg-Wien-Basel 2001, ISBN 3-451-70378-5
- Gerlinde Wiencirz: Komm mit zum Markt. Kerle Verlag, Freiburg-Wien-Basel 2001, ISBN 3-451-70382-3
- Antonie Schneider: Oskars Weihnachtstraum. Coppenrath Verlag, Münster 2001, ISBN 3-8157-2259-4
- Ulrich Karger: Geisterstunde im Kindergarten. Nord-Süd, Gossau Zürich 2002, ISBN 3-314-01151-2
- Manfred Mai: Husch ins Bett, kleiner Lukas!. Kerle Verlag, Freiburg-Wien-Basel 2002, ISBN 3-451-70471-4
- Ulrike Kaup: Nur Mut, kleiner Hase!. Ed. Bücherbär, Würzburg 2004, ISBN 3-401-08557-3
- Wolfram Hänel: Als die Schneemänner Weihnachten feierten. Nord-Süd, Gossau Zürich 2004, ISBN 3-314-01257-8
- Martina Patzer: Knuddel geht spielen. Ed. Bücherbär, Würzburg 2005, ISBN 3-401-08738-X
- Carola Wimmer: Trau dich doch, sagt die kleine Fee. Ed. Bücherbär, Würzburg 2005, ISBN 3-401-08753-3
- Martina Patzer: Knuddel geht in den Kindergarten. Ed. Bücherbär, Würzburg 2005, ISBN 3-401-08771-1
- Sarah Bosse: Der kleine Pirat und die geheimnisvolle Schatzinsel. Mein LeseBilderbuch, Ed. Bücherbär, Würzburg 2005, ISBN 3-401-08692-8
- Friederun Reichenstetter: Allererste Märchen. Mit einem Puzzle in jeder Geschichte. Ed. Bücherbär, Würzburg 2005, ISBN 3-401-08806-8
- Susan Niessen: Was machen die Osterhasen? Coppenrath Verlag, Münster 2006, ISBN 3-8157-4012-6
- Tatjana Grauf: Träum was Schönes, mein Engel. Ravensburger 2006, ISBN 3-89782-183-4
- Wolfram Hänel: Fröhliche Weihnachten, kleiner Schneemann!. Nord-Süd, Gossau Zürich 2006, ISBN 3-314-01502-X
- Jürgen Lassig: Pass auf dich auf, kleiner Dino!. Ed. Bücherbär, Würzburg 2006, ISBN 3-401-08902-1
- Maja von Vogel: Die kleine Elfe und das Vollmondfest. Ed. Bücherbär, Würzburg 2007, ISBN 978-3-401-08931-7
- Ilona Einwohlt: Behüte mich, kleiner Schutzengel. Coppenrath Verlag, Münster 2006, ISBN 3-8157-6812-8
- Ulrike Kaup: Von Piraten, Drachen und Zauberern. Mein großes PuzzleBilderBuch. Arena Verlag, Würzburg 2008, ISBN 978-3-401-09062-7
- Sabine Cuno: Schlaf schön, Schnuff! Coppenrath Verlag, Münster 2010, ISBN 978-3-8157-9747-1
- Susan Niessen: Wo seid ihr, kleine Osterhasen? Coppenrath Verlag, Münster 2011, ISBN 978-3-649-60286-6
- Ilona Einwohlt: Lieber Schutzengel .... Meine ersten Gebete. Coppenrath Verlag, Münster 2011, ISBN 978-3-8157-8986-5
- Susan Niessen: Streichle mich, dann quake ich! Oetinger Verlag, Hamburg 2011, ISBN 978-3-7891-7338-7

#### Erzählungen
- Jürgen Lassig: Keine Spur von Spino-Dino. Reihe: Ich lese selber. Nord-Süd, Gossau Zürich 1995, ISBN 3-314-00667-5
- Gerda Wagener: Fetzer jagt die Maus. Eine Katzengeschichte. Reihe: Ich lese selber. Nord-Süd, Gossau Zürich 1995, ISBN 3-314-00708-6
- Antonie Schneider: Der Geburtstags-Bär. Eine wahre Geschichte. Reihe: Ich lese selber. Nord-Süd, Gossau Zürich 1995, ISBN 3-314-00765-5
- Gerda Wagener: In Tinas Klasse spukt's!. Eine Spukgeschichte. Reihe: Ich lese selber. Nord-Süd, Gossau Zürich 1997, ISBN 3-314-00821-X
- Antonie Schneider: Eine Taube für Bollibar. Eine ganz besondere Tiergeschichte. Reihe: Ich lese selber. Nord-Süd, Gossau Zürich 1999, ISBN 3-314-00863-5
- Krista Tormund (Hrsg.): Spuk & Spaß. Geschichten zum Vor- und Selberlesen. Anthologie. Coppenrath Verlag, Münster 1999, ISBN 3-8157-1687-X
- Wolfram Hänel: Ein Hund kommt nicht ins Haus!. Eine nicht alltägliche Hundegeschichte. Reihe: Ich lese selber. Nord-Süd, Gossau Zürich 2001, ISBN 3-314-00976-3
- Renate Schoof: Paula und Teddy im Land der Träume. Schlummergeschichten. Kerle Verlag, Freiburg-Wien-Basel 2002, ISBN 3-451-70406-4
- Nortrud Boge-Erli, Chris Boge: Feengeschichten für 3 Minuten. Anthologie. Ed. Bücherbär, Würzburg 2006, ISBN 3-401-08745-2
- Hans Christian Andersen, Ilse Bintig: Däumelinchen. Klassiker für Erstleser. Ed. Bücherbär, Würzburg 2007, ISBN 978-3-401-08928-7
- Volkmar Röhrig: Delfingeschichten. Mit Fragen zum Leseverständnis. Ed. Bücherbär, Würzburg 2007, ISBN 978-3-401-09082-5
- Frauke Nahrgang: Drei Wünsche für Milli. Feengeschichten mit Bilder- und Leserätseln. Arena Verlag, Würzburg 2008, ISBN 978-3-401-09316-1
- Friederun Reichenstetter: In 24 Tagen kommt das Christkind. Adventskalender-Geschichten. Arena Verlag, Würzburg 2008, ISBN 978-3-401-08706-1

## Auszeichnungen
- 1999/2000 American Bookseller Pick of the Lists für die englische Übersetzung von Antonie Schneider: Der Geburtstags-Bär